# Cerro Guazapa
El cerro  Guazapa está ubicado en las demarcaciones geográficas de los municipios de San José Guayabal y Suchitoto, en el departamento de Cuscatlán, y Guazapa en el departamento de San Salvador, El Salvador. La cima alcanza una elevación de 1.438 m s. n. m.
Hace miles de años fue un volcán activo del tipo Estratovolcán. Probablemente la erosión o una explosión fuerte, destruyera la forma cónica característica de este tipo de volcanes. Se desconoce si en un futuro pueda volver a ser un volcán activo.
Actualmente conocido como Cerro Guazapa, fue uno de los principales escenarios de la guerra civil salvadoreña. Por su variada flora y fauna es considerado un sitio de interés para la práctica del turismo ecológico.

## Ubicación
Es un Volcán ubicado entre los departamentos de San Salvador y Cuscatlán. 

## Altura
Este volcán tiene 1, 400 m s. n. m.

## Naturaleza
Posee abundante vegetación, áreas de cultivos, zonas boscosas y unas vistas increíbles. Además, puedes visitar, los tatus (grietas en la tierra) que eran los escondites utilizados en la guerrilla durante el conflicto armado. Hay bastante aire.